# 三日月

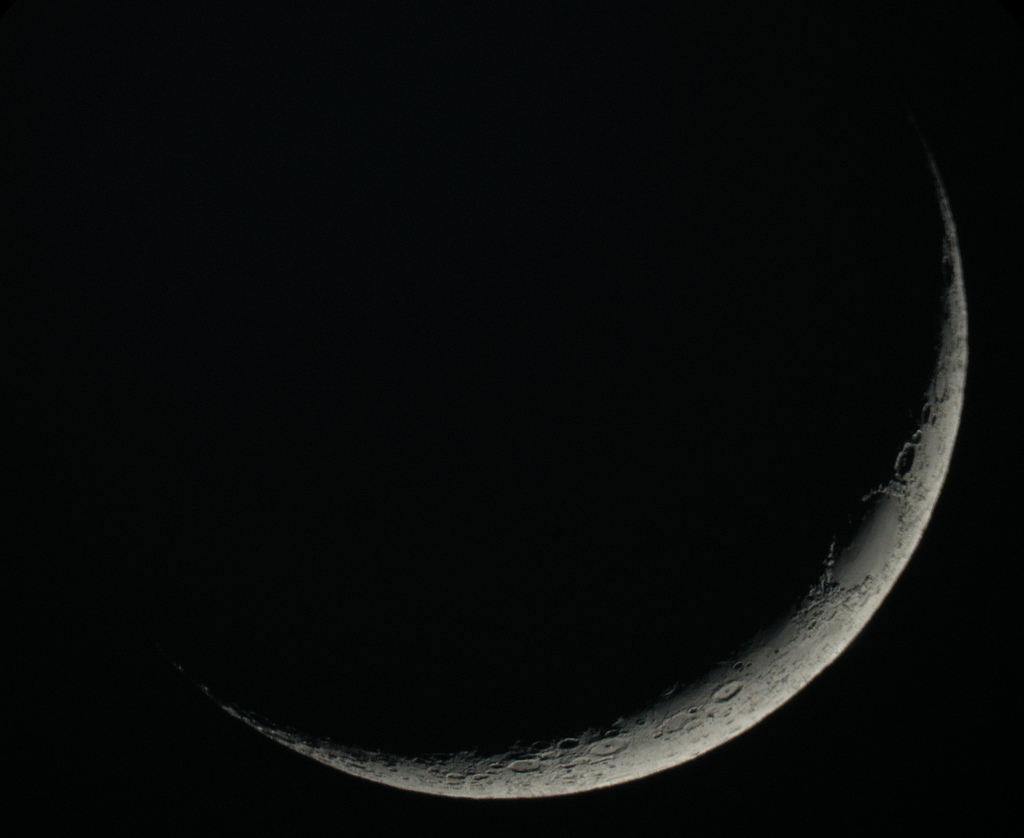
陰暦3日夜の月。月齢2.6日。2008年2月9日（旧暦1月3日）18:13（現地時刻）、翌日2:13（JST）。フランス ベルフォール。なお、日本ではすでに沈んでいる時刻である。

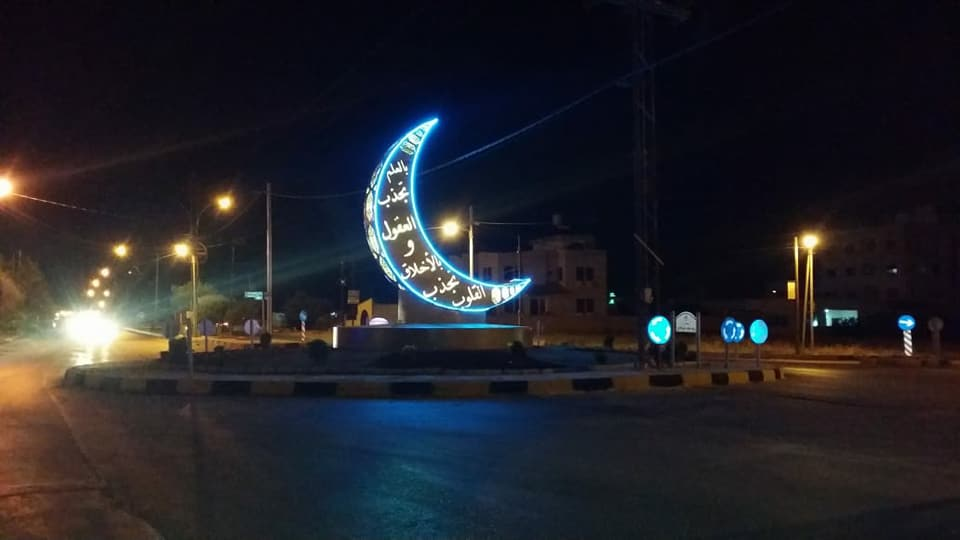
広場の一つにあるクレセントの彫像

三日月・朏（みかづき）とは陰暦3日の月。陰暦とは、朔を1日とする暦、つまり、中国暦・和暦など太陰太陽暦を含む太陰暦のほぼ全てである。

## 解説
円弧状の細い範囲が輝いている。そのため、眉月（まゆづき、びげつ）、蛾眉（がび）、繊月（せんげつ）などとも言う。三日月より早い2日の月はほとんど見ることができず、三日月は最初に見える月であるため、新月（しんげつ、ただし現在は朔の同義語に使う）、初月（はつづき、しょげつ）などとも言う。他にも多くの異名がある。
三日月の黄経は太陽よりわずかしか先行していないため、三日月は日没のすぐ後（約2時間後）に、光っている側を下（北半球では右下、南半球では左下）にして沈む。いっぽう、三日月の出は日の出のすぐ後であるため、見ることは難しい。
朔（月齢0日）が陰暦1日なので、三日月の月齢は3日ではなく2日である。厳密には、朔は陰暦1日の平均12時（0時から24時までのいつか）で、いっぽう三日月は（昼月を別にすれば）日没直後しか見えないので3日18時の月齢を求めると、平均2.25日になる。これは平均朔望月29.53日の約8%で、月相は平均27度、2.13日となる。ただしこれらは平均であり、朔の時刻のばらつきなどにより±半日強の変動がある。
地球から見た三日月の輝いている面積は、(1 - cos 27°) / 2 = 0.056 と、満月のわずか6%にすぎない。しかも、光っている月面をほぼ真横から見ているため光度はさらに下がり、満月の1/300にすぎない。
陰暦26日深夜（27日未明）の月を二十六夜（にじゅうろくや）と言い、三日月に形は似ているが、光っている部分が東西逆側である。見える時間も違い、日の出の前に、光っている側を下（北半球では左下、南半球では右下）にして昇る。

## 広義の三日月
広義には（陰暦を公式に使わなくなった現代日本では）、厳密に陰暦三日の月だけでなく、新月と上弦の間の広い範囲の月相を三日月と呼ぶこともある。
英語のクレッセント (crescent) やフランス語のクロワッサン (croissant) などはこの意味である。ただしこれらの語は、月に限らず、朔望する天体一般に使える。
また、下弦と晦の間の月も三日月と呼ばれることがある。英語でもこれをクレッセントと呼ぶが、デクレッセント (decrescent) として区別することもある。

## 三日月形
月は地球の表面から肉眼で朔望を確認できる唯一の天体であるため、三日月（ここでの三日月は広義の意味）は月を象徴する形としてよく使われる。ただし、実際の三日月では内側の輪郭は同心の楕円弧だが、三日月形では、内側の輪郭は偏心した円弧になっていて、弧が実際の180度より長くなっていることも多い。

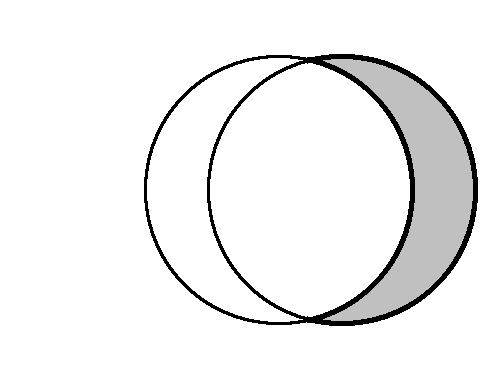
三日月形の作図例
実際の三日月形

### イスラーム
三日月と星は多くのイスラーム教国の国旗に使われているが、公式に採用されたシンボルではない。「イスラーム発祥の地アラビア半島では酷暑から太陽が嫌われ月が愛されたためイスラームのシンボルとなった」という事実は無く、地中海沿岸や中央アジアなど広範にわたって行われていた太陽・月・金星という天体信仰（日月星信仰）がオスマン朝期に旗のモチーフとして導入されたことがきっかけだったとされている。それ以後イスラームを表すのに月・星とが多用されるようになった。
星とセットで用いられることが多く、月のみの場合は少数である。赤十字社に相当する赤新月社の旗では三日月のみを用いる。向きはCの字型が圧倒的に多いが、逆Cの字型や、実際に見えるように明るい部分を下や斜め下に向けた三日月もある。
UnicodeではU+262A (☪) に符号化されている。

アゼルバイジャンの国旗
アルジェリアの国旗
北キプロスの国旗
コモロの国旗
シンガポールの国旗
チュニジアの国旗
トルコの国旗
トルクメニスタンの国旗
西サハラの国旗
パキスタンの国旗
マレーシアの国旗
モーリタニアの国旗
モルディブの国旗
リビアの国旗
赤新月旗

### その他
月の占星術記号は、三日月形である。ちなみに、左右の向きはどちらでもいい。
伊達政宗の兜の前立に大きな三日月があしらわれているため、旧仙台藩にある宮城県や仙台市の公的施設・マスコットキャラクター・商業施設などに三日月のデザインが用いられる例がしばしば見られる。
花王株式会社のシンボルマークは、顔のついた三日月形である。
関西学院大学の校章は、三日月の中にK.Gという文字をあしらったものである。同学院では新月という表現をするのが一般的でありOB・OG会などの各種団体に新月会という名称をつけていることが多い。他には弦月、クレセントという表現をする場合もある。

## 三日月の名前がついているもの

### 地名
三日月の地名は日本各地にある。三日月湖など、三日月形の地形から名づけられたものが多い。
- 兵庫県佐用郡佐用町の地名。
  - 三日月藩 - 佐用町三日月周辺を領した藩。
  - 三日月宿 - 三日月藩内にあった因幡街道の宿場。
  - 三日月駅 - 姫新線にある鉄道駅。
  - 三日月町 (兵庫県) - 廃止された町。
- 佐賀県小城市の地名。
  - 三日月町 (佐賀県) - 廃止された町。

### 人名
- 三日月大造 - 滋賀県知事。
- 三日月・オーガス - 架空の人物、機動戦士ガンダム 鉄血のオルフェンズの主人公。

### 日本海軍の駆逐艦
- 三日月 (初代神風型駆逐艦) - 神風型駆逐艦の初代「三日月」。
- 三日月 (睦月型駆逐艦) - 睦月型駆逐艦の10番艦。

### 小説
- みかづき (小説) - 森絵都が2016年に発表した小説。2019年にテレビドラマ化。
- 三日月 (小説) - 老舎が1935年に発表した短編小説。「繊月」「新月」とも。

### 音楽

#### 曲
- 三日月 (絢香の曲) - 日本のポップス歌手・絢香のシングル曲。
- 三日月 (くるりの曲) - 日本のロックバンド・くるりのシングル曲。
- 三日月 - 日本のバンド・DREAMS COME TRUEの曲。シングル「朝がまた来る」、アルバム『the Monster』に収録。
- 三日月 - 嵐の曲。アルバム「Japonism」に収録。
- 三日月が綺麗だから - 日本の演歌歌手・松原健之の楽曲。両A面シングル『雪明かりの駅/三日月が綺麗だから』の2曲目に収録されている。
- 三日月の舞 - 武田綾乃の小説『響け! ユーフォニアム』のコンクール課題曲。アニメ版では主人公の学校のコンクール自由曲。
- 三日月の彼方 - 日本の音楽家・高橋宏樹が、富山魚津市の社会人吹奏楽団「ら・こんせーる・のくちゅーる」の委嘱作品として作曲した吹奏楽曲。
- 三日月サンセット - 日本のロックバンド・サカナクションの楽曲。アルバム『GO TO THE FUTURE』に収録。
- 三日月ロック その3 - 日本のロックバンド・スピッツの曲。シングル「スターゲイザー」のc/w曲として収録。
- 三日月ステップ - ボカロPのr-906によるボーカロイド

#### アルバム
- 三日月 (キンヤのアルバム) - 日本の歌手・キンヤのアルバム。
- 三日月ロック - 日本のロックバンド・スピッツのアルバム。

### 生物
- ミカヅキモ
- ミカヅキゼニゴケ
- ミカヅキグサ

### ホテル
- ホテル三日月 - 「龍宮城スパホテル三日月」および「日光きぬ川スパホテル三日月」の総称、またはこれら2ホテルを運営する企業。
- 三日月シーパークホテル - ホテルマネージメントインターナショナルが運営する下記ホテルの総称。上記企業より経営譲渡。
  - 三日月シーパークホテル勝浦（旧：勝浦ホテル三日月）
  - 三日月シーパークホテル安房鴨川（旧：鴨川ホテル三日月）

### 店舗
- 三日月（現：みかづき） - 新潟県のご当地グルメ「イタリアン」を考案した店[2]。

### その他
- 三日月蹴り - 蹴り技の名前。
- 三日月宗近 - 日本の国宝に指定されている、平安時代に作られたとされる日本刀（太刀）。